# Copa México 1952-53
La Copa México 1952-53 fue la 37ª edición de la Copa México, la 10° en su etapa profesional.
El torneo empezó el 15 de febrero de 1953 y concluyó el 31 de mayo de ese mismo año en el Estadio Olímpico de la Ciudad de los Deportes de la Ciudad de México, en el cual el equipo de Puebla Fútbol Club logró su segundo título copero en su historia, tras vencer con marcador de 4 a 1 al Club León.

## Fase de grupos
Participaron en esta etapa 12 equipos divididos en 2 grupos, se jugó desde el 15 de febrero hasta el 14 de mayo, clasificándose a la siguiente etapa los dos primeros lugares de cada grupo.

### Grupo A
| Equipo    | Pts | PJ | PG | PE | PP | GF | GC | DG  |
| --------- | --- | -- | -- | -- | -- | -- | -- | --- |
| Puebla    | 16  | 10 | 7  | 2  | 2  | 24 | 13 | +11 |
| Atlante   | 11  | 10 | 5  | 1  | 4  | 18 | 18 | 0   |
| Zacatepec | 9   | 10 | 4  | 1  | 5  | 23 | 21 | +2  |
| Necaxa    | 9   | 10 | 3  | 3  | 4  | 13 | 15 | -2  |
| Marte     | 9   | 10 | 2  | 5  | 3  | 17 | 20 | -3  |
| América   | 6   | 10 | 2  | 2  | 6  | 10 | 18 | -8  |

### Grupo B
| Equipo      | Pts | PJ | PG | PE | PP | GF | GC | DG  |
| ----------- | --- | -- | -- | -- | -- | -- | -- | --- |
| León        | 14  | 10 | 6  | 2  | 2  | 19 | 13 | +6  |
| Guadalajara | 12  | 10 | 5  | 2  | 3  | 17 | 14 | +3  |
| Tampico     | 12  | 10 | 5  | 2  | 3  | 20 | 18 | +2  |
| Atlas       | 11  | 10 | 4  | 3  | 3  | 15 | 11 | +4  |
| C.D. Oro    | 7   | 10 | 3  | 1  | 6  | 18 | 22 | -4  |
| La Piedad   | 4   | 10 | 1  | 2  | 7  | 9  | 20 | -11 |

### Partido de desempate
Dado que Guadalajara y Tampico terminaron la fase de grupos empatados con 12 puntos, fue necesario un partido de desempate el 14 de mayo, en el Estadio La Martinica en León, Guanajuato para elegir al segundo lugar del grupo B.

### Guadalajara - Tampico
| 14 de mayo de 1953 | Club Deportivo Guadalajara                  | 3 - 2 | Club Deportivo Tampico FC | La Martinica, León |  |
|                    | Balcázar 22' · Ponce 33' · Jasso 52' (pen.) |       | Ayllón 35' · Ayala 60'    |                    |  |

## Ronda eliminatoria
|  | Semifinales     | Semifinales     | Semifinales     |   |      | Final      | Final      |  |
|  | 17 - 27 de mayo | 17 - 27 de mayo | 17 - 27 de mayo |   |      | 31 de mayo | 31 de mayo |  |
|  |                 |                 |                 |   |      |            |            |  |
|  |                 |                 |                 |   |      |            |            |  |
|  | León            | 5               | 1               |   |      |            |            |  |
|  | León            | 5               | 1               |   |      |            |            |  |
|  | Atlante         | 0               | 0               |   |      |            |            |  |
|  | Atlante         | 0               | 0               |   | León | 1          |            |  |
|  |                 |                 |                 |   | León | 1          |            |  |
|  |                 |                 | Puebla          | 4 |      |            |            |  |
|  | Puebla          | 1               | Puebla          | 4 | 1(1) |            |            |  |
|  | Puebla          | 1               |                 |   | 1(1) |            |            |  |
|  | Guadalajara     | 0               | 4(0)            |   |      |            |            |  |
|  | Guadalajara     | 0               | 4(0)            |   |      |            |            |  |
|  |                 |                 |                 |   |      |            |            |  |

## Semifinales
Las semifinales de ida se disputaron el 17 y 18 de mayo  de 1953. Los partidos de vuelta se jugaron el 24 de mayo. Avanzando a la gran final los equipos que ganaran los dos juegos, dado que tanto Guadalajara y Puebla ganaron cada uno un juego, se jugó un tercer partido el 27 de mayo en el Estadio Olímpico de la Ciudad de los Deportes de la Ciudad de México para decidir al segundo finalista.

### León - Atlante
| Ida; 17 de mayo de 1953 | Atlante | 0 - 5 | León                                                               | Olímpico de la Ciudad de los Deportes, Ciudad de México |  |
|                         |         |       | Santillán 23' · Solórzano 39' · Novo 50' · Bossa 61' · Aurelio 67' |                                                         |  |

| Vuelta; 24 de mayo de 1953 | León      | 1 - 0 | Atlante | La Martinica, León |  |
|                            | Bossa 41' |       |         |                    |  |

### Puebla - Guadalajara
| Ida; 18 de mayo de 1953 | Club Deportivo Guadalajara | 0 - 1 | Puebla Fútbol Club | Felipe Martínez Sandoval, Guadalajara |  |
|                         |                            |       | Uceda 17'          |                                       |  |

| Vuelta; 24 de mayo de 1953 | Puebla Fútbol Club | 1 - 4 | Club Deportivo Guadalajara                         | Parque El Mirador, Puebla de Zaragoza |  |
|                            | Uceda 34'          |       | Balcázar 4' · Ponce 15' · Jasso 63' · Arellano 84' |                                       |  |

| Desempate; 27 de mayo de 1953 | Club Deportivo Guadalajara | 0 - 1 | Puebla Fútbol Club | Olímpico de la Ciudad de los Deportes, Ciudad de México |  |
|                               |                            |       | Velázquez 87'      |                                                         |  |

## Final
La final se disputó el 31 de mayo  de 1953 a partido único en el Estadio Olímpico de la Ciudad de los Deportes de la Ciudad de México.
| 31 de mayo de 1953 | Club León   | 1 - 4 | Puebla Fútbol Club                              | Olímpico de la Ciudad de los Deportes, Ciudad de México |  |
|                    | Aurelio 83' |       | Fernández 13' · Cubero 26', 88' · Velázquez 69' |                                                         |  |

|                           |
| Campeón Puebla 2.o título |

| Predecesor: 1951/52 | Temporadas de la Copa de México 1952/53 | Sucesor: 1953/54 |

## Datos
- México - Estadísticas de la temporada 1952/1953 en México. (RSSSF)

- Datos: Q19967316